# Monaster św. Bazylego w Trepczy
Monaster św. Bazylego – nieistniejący męski klasztor obrządku bizantyjskiego w masywie górskim Kopacza na terenie wsi Trepcza.
Informacja o dawnym klasztorze Bazylianów na wzgórzu rozpowszechniona była szeroko w dawnej historiografii polskiej i rusińskiej. Pojawiła się ona między innymi w szematyzmach przemyskiej diecezji greckokatolickiej z 1830 i 1879 roku, oraz w szematyzmach AAŁ z 1936 roku.

## Archeologia
Ponieważ na terenie obecnego miasta Sanoka nie znaleziono śladów większej osady, grodu czy warowni sprzed XIII wieku, przeprowadzone badania archeologiczne sugerują, że gród "Sanok", wzmiankowany w Latopisie Hipackim z 1150 oraz miejsce zawarcia tzw. "Umowy Sanockiej" z 1209 znajdowały się na terenie odkopanego w tym miejscu przez archeologów stanowiska Horodna i Horodyszcze w obrębie wsi Trepcza. W połowie XIII wieku grodzisko upadło. W przebadanych przez archeologów warstwach kulturowych w tzw. warstwie spalenizny odnaleziono wiele bełtów strzał w typach spotykanych u koczowniczych jeźdźców mongolskich.
W ostatnich latach odkryto fundamenty dwóch cerkwi, starszej i młodszej oraz towarzyszącego im cmentarzyska i całego zespołu luźnych sakraliów na wczesnośredniowiecznym grodzisku w Trepczy. Na wzgórzu odnaleziono sporo przedmiotów, m.in. relikwiarzy w kształcie krzyża – enkolpionów, niemieckich monet z XI wieku i pieczęci, jedna z nich należała do Ruryka Rościsławicza i przedstawiała popiersie Bazylego Wielkiego.

## Historiografia
Szematyzm przemyski greckokatolicki z 1830 wspomina, że na wzgórzu miały się zachować ruiny monasteru Świętego Bazylego - "Hic erat olim Manasterium O.S.B.M (Ordo Sancti Basilii Magni) in Monte alto, sed pridem abolitum, cujus rudera solummodo manserunt. 

1865 [...] W tej wiosce (Międzybrodzie p. autora), w małej dzwonnicy, koło starej drewnianej cerkiewki, uderza ta osobliwość, że w miejsce dzwonu zawieszona jest na łańcuchu sztaba żelaza, która uderzana młotem wydaje głośny dźwięk i za dzwon służy. [...] Bardzo dawno już temu na przeciwległej górze [Horodyszcze p. autora] stać miał klasztor mnichów obrządku greckiego, gdy ci nie bardzo pobożne i nie bardzo surowe pędzili życie, nagle cudowną mocą wraz z klasztorem zapadli się w ziemię, a na tem miejscu zostało tylko wklęśnięcie i nieco gruzów. Dobrze już później jakaś kobieta w pobożnej swojej wędrówce znalazła na tych gruzach żelazną szynę, podjęła ją i do pobliskiej ubogiej ofiarowała cerkiewki, gdzie nie było dzwonu.